# L'Adige

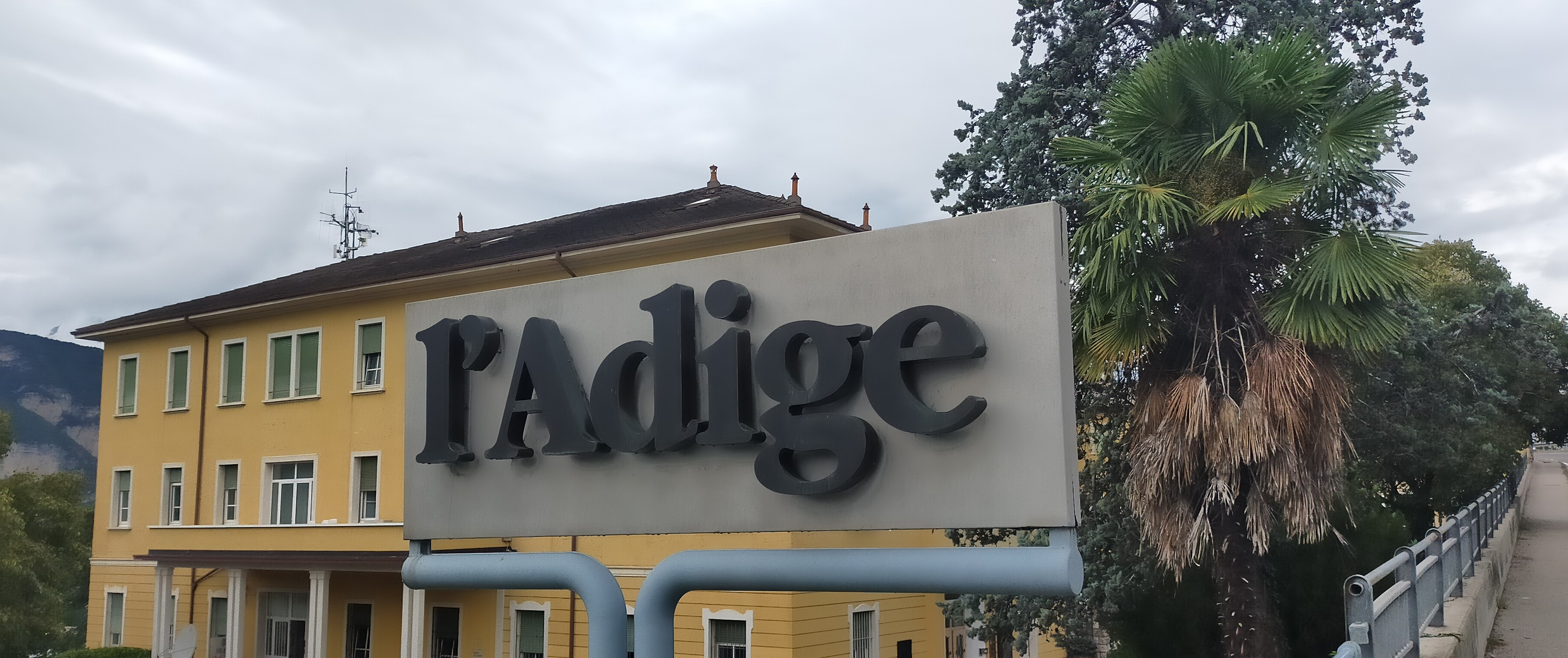
La sede del giornale l'Adige in via Missioni Africane a Trento

l'Adige è un quotidiano regionale del Trentino-Alto Adige, diffuso principalmente nella provincia di Trento. Dal luglio 2018 è di proprietà del Gruppo editoriale Athesia, guidato dall'imprenditore sudtirolese Michl Ebner, che già controlla altri quotidiani delle due province autonome: Dolomiten in lingua tedesca e dall'ottobre 2016 due testate del gruppo Finegil, Alto Adige e il diretto concorrente de l'Adige, il Trentino.

## Storia
Il giornale, inizialmente nato come Il Popolo Trentino, settimanale, è fondato il 12 agosto 1945. Nel 1946 diviene un quotidiano. Il vero fondatore è Flaminio Piccoli, direttore dal 1946 al 1977. Il 1º marzo 1951 il quotidiano cambia testata, diventando "l'Adige".
Per decenni il giornale sostiene politicamente la Democrazia Cristiana, che è anche editore del giornale, essendo (fino al 1981) uno degli azionisti più importanti del quotidiano stesso.
Dal 1981 infatti la testata viene acquistata dalla Net (Nuova editrice trentina) e il quotidiano diventa indipendente e di proprietà privata, i Conti Gelmi di Caporiacco. Terminata l'influenza della DC sul giornale, l'Adige mantiene una linea editoriale indipendente e riformista, intraprendendo campagne per la modernizzazione e per la conservazione ambientale del Trentino.
La società editrice è la S.I.E., della famiglia dei Conti Gelmi di Caporiacco: al primo editore, Francesco Gelmi di Caporiacco, sono succeduti i fratelli Sergio e Marina. Il consiglio d'amministrazione della Sie (Società Iniziative Editoriali) è presieduto da Orfeo Donatini. Dopo Piccoli, i direttori responsabili sono: Franco Franchini, dal 1977 al 1981; Gianni Faustini (1981-1984); Amedeo Trentini (1984-1987); Piero Agostini (1987-1990); Paolo Pagliaro (1990-1994); Aldo Gorfer (1994); Giampaolo Visetti (1994-1998); Paolo Ghezzi (1998-2006), Pierangelo Giovanetti (2006-2019), Alberto Faustini (2019-2022), Pierluigi Depentori (dal 5 settembre 2022).
Nel luglio 2018 il giornale, con una diffusione di 22 000 copie, è acquisito dal Gruppo Athesia, proprietario tra l'altro del quotidiano concorrente de l'Adige, Trentino, ex edizione trentina di Alto Adige (il nome della testata venne cambiato nel 2002 ). Oltre al quotidiano, il gruppo editoriale sudtirolese rileva anche Radio Dolomiti e l'Agenzia Media Alpi Pubblicità srl. Il quotidiano è attualmente stampato presso Athesia Druck srl a Bolzano.
Il 5 settembre 2022 viene nominato direttore responsabile Pierluigi Depentori. 

## Diffusione
| Anno | mese | direttore  | Copie vendute (media giornaliera) |
| ---- | ---- | ---------- | --------------------------------- |
| 2021 |      | Faustini   |                                   |
| 2020 | dic  | Faustini   | 18.562                            |
| 2019 | dic  | Faustini   | 18.485                            |
| 2018 | dic  | Giovanetti | 19.256                            |
| 2017 | dic  | Giovanetti | 21.131                            |
| 2016 | dic  | Giovanetti | 21.806                            |
| 2015 | dic  | Giovanetti | 21.981                            |
| 2014 | dic  | Giovanetti | 22.745                            |
| 2013 | dic  | Giovanetti | 23.270                            |
| 2012 | dic  | Giovanetti | 22.852                            |
| 2011 | dic  | Giovanetti | 23.936                            |
| 2010 | dic  | Giovanetti | 25.769                            |
| 2009 | dic  | Giovanetti | 25.864                            |
| 2008 |      | Giovanetti | 25.572                            |
| 2007 |      | Giovanetti | 25.555                            |
| 2006 |      | Giovanetti | 25.612                            |
| 2005 |      | Ghezzi     | 26.433                            |
| 2004 |      | Ghezzi     | 26.268                            |
| 2003 |      | Ghezzi     | 26.126                            |
| 2002 |      | Ghezzi     | 25.836                            |
| 2001 |      | Ghezzi     | 25.823                            |
| 2000 |      | Ghezzi     | 25.409                            |

Dati Accertamenti Diffusione Stampa (ADS)